# リゲル (犬)
リゲル（Rigel）は、ニューファンドランド犬種の犬である。リゲルは飼い主とともにタイタニック号に乗船中、1912年4月15日にタイタニック号は氷山と衝突して沈没した。リゲルは海に投げ出されながらも救命ボートのうち1隻のそばを泳ぎ続け、他の客船が救助に到着すると吠えだしてそのボートの存在を知らせたとされる。ただし、リゲルにまつわる話は広く知られているものの、その実在については偽りとされている。

## タイタニック号とリゲル
リゲルは、タイタニック号の1等航海士ウィリアム・マクマスター・マードックの飼い犬だったとされる。4月14日深夜にタイタニック号は氷山と衝突し、4月15日に沈没した。飼い主のマードックは、タイタニック号とともに消息不明となった。リゲルは冷たい海に投げ出されたものの泳ぎ続けて、1隻の救命ボートのそばに近寄った。
タイタニック号には、木製の標準型救命ボート16隻と折り畳み式ボート4隻が配備されていた。リゲルが近寄ったボートは、標準型救命ボートの4号艇であった。4号艇は標準型救命ボートのうち最後にタイタニック号から離れたもので、離船の時刻は午前1時55分だった。4号艇には、船員4名及び乗客36名（女性と子供のみ）が乗り込んでいた。
キュナード・ラインの外洋客船カルパチア号が、タイタニック号からの遭難信号を傍受して生存者捜索のために現場に到着したとき、リゲルは勢いよく吠えだした。救命ボートはカルパチア号の船首付近で漂流していて、衝突の危機にさらされていた。救命ボートに乗っていた人々はあまりにも疲れ切っていたので、その吠え声に気づかなかった。リゲルの元気な吠え声はカルパチア号の船長アーサー・ロストロンの注意を惹き、船はエンジンを停止して生存者の捜索を開始した。
救命ボートに乗っていた人々は、全員が救助された。リゲルは3時間後に冷たい海の中から助け出され、体調に特段の影響はなかった。ただし、リゲルの体は大きすぎて人間の手で引き上げることができなかったため、カルパチア号の船員ジョナス・ブリッグス（Jonas Briggs）は犬の体の下にキャンバスの布地と吊り紐を通し、それを使って引き上げたと語っている。ブリッグスは後に、リゲルを引き取ったという。
リゲルについては、ジョナス・ブリッグスの談話をタイタニック号の事故発生後まもなくニューヨーク・ヘラルド紙が取り上げたのを始め、ウォルター・ロードも、その著書『タイタニック号の最期』（en:A Night to Remember (book)）で言及している。ただし、カルパチア号の乗員名簿には「ジョナス・ブリッグス」という人物は存在しないことが指摘されている。また、リゲルがそばで泳いでいたという救命ボート4号艇に乗っていた人々は、誰一人として犬について言及していない。そのため、この話は偽りとされている。